# Franz Joseph Anton von Hahn
Franz Joseph Anton von Hahn (* 13. Juli 1699 in Würzburg; † 4. Juli 1748 in Bamberg) war ein deutscher römisch-katholischer Geistlicher und Jurist. Ab 1734 war er Titularbischof von Arad und Weihbischof in Bamberg, von 1734 bis 1746 dort auch Generalvikar.

## Leben
Franz Joseph Anton von Hahn wurde am 13. Juli 1699 als Sohn des Markus Philipp von Hahn, Lehenspropst und fürstbischöflicher Hofrat, und seiner Ehefrau Anna Maria, geb. Savonoy in Würzburg geboren. Schon als Schüler mehrfach mit Preisen ausgezeichnet, studierte er in seiner Heimatstadt Rechtswissenschaft und wurde darin promoviert; er entwickelte darüber hinaus ein starkes Interesse an der kirchlichen und profanen Geschichtswissenschaft. Nach einem kurzen Studienaufenthalt in Melk nahm er 1722 im niederösterreichischen Benediktinerkloster Stift Göttweig eine Stelle als wissenschaftlicher Mitarbeiter an. Er ordnete die Bibliothek und unterstützte Abt Gottfried Bessel bei der Herausgabe des „Chronicon Gotwicense“, einer Chronik des Klosters, die wegweisend für die Heranbildung einer kritischen Geschichtswissenschaft war. Manche hielten Hahn für den Verfasser dieses Werks; das ist unzutreffend, er trat dieser Auffassung aber kaum entgegen.
In Göttweig lernte Hahn den Reichsvizekanzler Friedrich Karl von Schönborn-Buchheim kennen, der zugleich Koadjutor seines Onkels Lothar Franz von Schönborn als Kurfürst-Erzbischof von Mainz und Fürstbischof von Bamberg war. Schönborn machte den Historiker und Juristen Hahn 1728 zu seinem „Geheimsekretär“. Am 5. Juni desselben Jahres empfing Hahn in Mainz die Priesterweihe, und er wurde Domprediger und Mitglied des Geistlichen Rates in Bamberg. 1729 wurden ihm zwei Kapitelssitze im Stift Haug in Würzburg und im Stift St. Gangolf in Bamberg übertragen; darüber hinaus erhielt er den Ehrentitel Apostolischer Protonotar.
Im Januar 1729 wurde Friedrich Karl von Schönborn Bischof von Bamberg, wenige Monate später auch Bischof von Würzburg. Er wünschte sich Franz Joseph Anton von Hahn als Weihbischof für Bamberg und empfahl ihn mit besten Zeugnissen der Kurie in Rom. Hahn wurde daraufhin am 27. März 1734 von Papst Clemens XII. zum Titularbischof von Arad und zum Weihbischof in Bamberg ernannt. Am 19. September 1734 erteilte ihm Fürstbischof Friedrich Karl im Bamberger Dom unter Assistenz zweier Äbte die Bischofsweihe. Wie in Bamberg üblich, wurde der Weihbischof auch Pfarrer von St. Martin und Leiter des Priesterseminars; damit verbunden war auch eine freie Wohnung. Zusätzlich erhielt er das Amt des Generalvikars. 1739 wählte ihn das Kapitel von St. Gangolf darüber hinaus zu seinem Dekan.
Anders als sein Vorgänger Johann Werner Schnatz, der seine Schwerpunkte vor allem in der Seelsorge setzte, verstand sich Hahn auch in seinem Weihbischofsamt als Mann der Wissenschaft. Unter seiner Leitung wurde der Neubau des Bamberger Priesterseminars fertiggestellt, der heute als „Neues Rathaus“ bekannt ist; eine geräumige Wohnung für den Weihbischof, die auch Platz für dessen große Privatbibliothek bot, war dort integriert. 1741 wurde er zum Konservator der Universität bestimmt. Die Studienordnung wurde von ihm modernisiert. Er regte erfolgreich die Einrichtung von juristischen Lehrstühlen an, was ein wichtiger Schritt im Ausbau der Bamberger Hochschule zu einer Volluniversität wurde. Theologisch war Hahn der sich auch im katholischen Bereich anbahnenden Aufklärung verbunden; er ließ für die theologische Fakultät auch Bücher protestantischer Autoren anschaffen.
Nach dem Tod seines Gönners Fürstbischof Friedrich Karl im Jahr 1746 spitzten sich die unterschwellig bereits vorher bestehenden Konflikte mit dem Domkapitel zu. Das Amt des Generalvikars wurde Hahn entzogen; eine Untersuchung wegen Unterschlagung und unsachgemäßer Verwendung kirchlicher Güter wurde gegen ihn angesetzt, kam aber zu keinem Abschluss. Hahn war spätestens seit 1735 gesundheitlich angeschlagen. Nach kurzer schwerer Krankheit verstarb er kurz vor seinem 49. Geburtstag am 4. Juli 1748; als Todesursache wurden „Blutausfluss und Steinleiden“ angegeben. Am 9. Juli 1748 wurde er in seiner Pfarrkirche St. Martin begraben. Da die Kirche 1805 im Zuge der Säkularisation abgerissen wurde, ist das Grab nicht erhalten.

## Wirken

### Bischöfliche Funktionen
Da Fürstbischof Friedrich Karl oft von Bamberg abwesend war, kamen die geistliche Leitung des Bistums und die Verwaltungsroutine weitgehend dem Weihbischof zu. Visitationsreisen in die Pfarreien stellten die Seelsorge sicher. Hahn war gefragt als gelehrter Redner und Festprediger.
Die Trauerrede spricht im Rückblick unter anderem von 13 Kirchweihen, 95 Altarweihen, 329 Priesterweihen und 22.898 Firmungen, die Hahn durchgeführt hat. Das von seinen Sekretären geführte Weihetagebuch ist lückenhaft. An Kirchweihen werden dort genannt:
- die umgebaute Pfarrkirche Mariä Himmelfahrt in Memmelsdorf (1740)
- die Pfarrkirche St. Markus in Bischberg
- die Wallfahrtskirche und spätere Pfarrkirche Mariä Geburt in Glosberg (1744)

Bei der Weihe der Basilika Gößweinstein im Jahr 1739 assistierte Hahn dem Fürstbischof.

### Tätigkeit als Privatgelehrter
Hahn entwickelte im Lauf seines Lebens ein lebhaftes Interesse an historisch bedeutsamen Kunstwerken und Schriften. Große Teile seines Einkommens legte er in alten Manuskripten, Druckwerken, Bildern und anderen Antiquitäten an. Er stand in regem Austausch mit zahlreichen Gelehrten, kaufte und tauschte mit ihnen wertvolle Schriften. Die mehr als 2000 Bücher, darunter zahlreiche Raritäten, füllten fünf Räume seiner Wohnung. Der Wert seiner Sammlung wurde nach seinem Tod auf 60.000 Gulden geschätzt. Es ging ihm nicht allein um den Besitz; nach Angabe seiner Leichenpredigt war ihm das ungestörte Studium seiner Schriften die liebste Beschäftigung. Bedauert wurde noch im 19. Jahrhundert, dass es nach seinem Tod nicht gelungen ist, Hahns Bibliothek als ganze zu erhalten.
Im Zusammenhang mit seiner Sammelleidenschaft wurden auch Vorwürfe gegen Hahn laut, dass nicht jeder Erwerb und Tausch im Rahmen des Erlaubten geschah. So fand man in seiner Wohnung auch historisch bedeutsame Urkunden aus dem Besitz des Bistums. Auch in Fälschungen im Zusammenhang mit dem Verkauf von antiken Manuskripten soll Hahn verwickelt gewesen sein.

## Rezeption
Die Beurteilung der Nachwelt über Hahn fällt unterschiedlich aus. Franz Oberthür rühmt ihn als einen der „gelehrtesten Männer seiner Zeit“. David Paisley spricht von ihm als „crook“ (Gauner). „Vielleicht war er beides“ – so urteilt sein Biograph, der Kirchenhistoriker Norbert Jung. Er stand wissenschaftlich „auf der Höhe seiner Zeit“, hatte aber als „bedingungsloser Parteigänger der Schönborn“ mit Widerständen zu kämpfen, vor allem nach dem Tod von Friedrich Karl. Möglicherweise hätte er in der Theologie als Vertreter der Frühaufklärung Bedeutung erlangt, wäre ihm eine längere Lebenszeit verblieben.

## Schriften
Hahn wirkte mit bei der Herausgabe von:
- Hrsg.: Gottfried Bessel; Franz Joseph von Hahn: Chronicon Gotwicense, 1,1: De Codicibus antiquis Manuscriptis, De Imperatorum ac Regum Germaniae Diplomatibus, De Eorundem Palatiis, Villis & Curtibus Regiis, atque De Germaniae medii aevi Pagis: Seu Annales Liberi Et Exempti Monasterii Gotwicensis, Ordinis S. Benedicti Inferioris Austriae, Faciem Austriae Antiquae & mediae usque ad nostra tempora, Deinde Ejusdem Monasterii fundationem, Progressum, Statúmque hodiernum exhibens ... Monasterii O. S. Benedicti, Tegernsee 1732.
- Hrsg.: Gottfried Bessel; Franz Joseph von Hahn: Chronicon Gotwicense, 1,2: ([1732]): Seu Annales Liberi Et Exempti Monasterii Gotwicensis, Ordinis S. Benedicti Inferioris Austriae, Faciem Austriae Antiquae & mediae usque ad nostra tempora, Deinde Ejusdem Monasterii fundationem, Progressu… Monasterii O. S. Benedicti, Tegernsee 1732.

Eine Druckausgabe ausgewählter Reden und Predigten Hahns war geplant, kam aber nie zustande.